# Skarszewy
Skarszewy (tyska: Schöneck in Westpreußen) är en stad i powiat starogardzki i Pommerns vojvodskap i Polen. Den hade 7 057 invånare år 2014.